# おねがい朝倉さん
『おねがい朝倉さん』（おねがいあさくらさん）は、大乃元初奈による日本の4コマ漫画作品。
芳文社の『まんがタイムジャンボ』1999年9月号『新人4コマ鑑定団』で初掲載され、同誌の1999年12月号から休刊号である2018年4月号まで連載された。その後『まんがタイム』（芳文社）に移籍し、2018年5月号から2019年9月号まで連載された。2002年から『まんがホーム』（2005年まで）、2004年から『まんがタイムオリジナル』（2007年まで）でも連載された。『まんがタイムジャンボ』では2003年から2009年まで表紙を務めていた。

## 内容
仕事は優秀で気配りもうまいが、天然ボケで恋愛関係に鈍感な主人公朝倉カオルと周りの個性的な同僚達の日常を描いた作品である。
舞台となっている会社は、名称等は発表されていないが、一部上場企業という設定である。

## 登場人物
朝倉カオル（あさくら カオル）
主人公。2X歳（1巻の時点で28歳と推測される）。
営業主任であり毎月トップの営業成績を上げている他、事務能力や指導力にも秀でている。また取引先企業の下調べを入念にしたり先輩営業に指導を求めるなど努力家でもある。関西出身。
社内のほとんどの男性社員に好意を持たれているが、恋愛関係に鈍感であるため本人は気付いていない。女子校出身であり、当時女子生徒の間にファンクラブができるほど人気があった。
社会人となった現在でも「彼女が出席する」と言うだけで同級生のほぼ全員が即決で同窓会に参加してしまうほどの人気を誇る。
また多くの女子社員からも人気があり、バレンタインデーの時にはいつもたくさんのチョコをもらっている。
料理は超がつくほど下手であり、彼女が料理を作った場合必ず翌日以降に欠勤者が出るただしその能力については神田にのみしか知られておらず、彼女いわく「既に細菌兵器の域」とのこと。この料理は人間以外にも害になることがある。また酒はマロングラッセでも酔うぐらいの下戸。好きな食べ物についてはあまり触れられていないが、栗が好きであるただし、前述の通りマロングラッセでも酔う。
空手を習っており有段者の実力はあるが、本人の希望で昇段試験は受けていないし取るつもりも無い様である。
着付けの免状持ちで社内の女性の中で唯一着付けができるため、花火大会などがあるときには女子社員全員の着付けを行う。
今でこそ恋愛オンチで天然ボケのキャラクターであるが、連載初期は性格が現在と異なり、不愛想で少々せっかちぎみな上「彼氏が欲しい」と言ったり言い寄る男たちを「ウザい!」と一喝したりしていた。
スリーサイズは西薙勇に限りなく近く、スーツを着ると男か女か外見上判断が不可能になる。
神田さくら（かんだ さくら）
2X歳（自称23歳）。営業主任であり、後述の栗原の営業パートナー。
朝倉の幼稚園の時からの同級生である。
背が低くかわいらしい容姿をしているが、「嫌味の女王」と呼ばれるほど口が悪い。たまにコマから見えない事がある。
空手・合気道・剣道・少林寺拳法などの有段者であり、段位の合計は10を越える。
性格が性格なので痴漢やひったくり相手に悲鳴をあげると同時に手や足を出す事もしばしばだが、有段者は素人相手に技をかけてはいけない為そのまま立ち去る事が殆どで過去に暴漢をやっつけた際には犯人に重傷を負わせたため警察へ連行され、指紋採取をされたそうである。
よく東とどつきあいをしているせいか、新人から東と付き合っていると噂された。
後述するように彼女を主人公としたスピンオフ作品も作られている。
栗原歩（くりはら あゆむ）
3X歳（30歳と書かれていることもある）。神田の営業パートナー。
背が高いので神田と並ぶとかなり差がある。仕事を無難にこなし、営業成績も上位で、面倒見がよく真面目な性格。
朝倉のことが好きだが純情なので告白できずにいる。しかし過去には、朝倉と一緒に仮眠室で夜を明かしたこともある。ただし此の時は、仮眠室の明かりが消えた状態で朝倉が先に仮眠していることを知らないまま、彼女の隣に布団を敷いて仮眠したものであって、意識的な物ではない。名前に「栗」を含むため、朝倉が「栗が好き」と言うと反応してしまう。
阪神のファンであり、大阪支社に係長補佐待遇で転勤していた時期もあり、阪神ファンである大阪支社の営業部長が他球団の本拠地で勤務するファンを呼んでいたと見られる。
妹がいる。妹は3児の母であり、一番上は小学5年生である。
西薙勇（にしなぎ いさみ）
25歳。朝倉の営業補佐。朝倉から積極的に学ぼうとする真面目で努力家の後輩である。ひとつ上の姉がいる。
社内の男性陣で最も背が低く、体形は朝倉と似ている。男っぽくない容姿で、ヒゲが生えづらい体質。中国語を話すことができる。
東とは小学校からの付き合いで、彼の行動は大抵読める。小さい頃から武道を習っていて、太極拳と合気道は師範クラスである。武道の稽古は現在も続けているが体格がほとんど変わっていない為「道着」を新調する、を「童着」と置き換えても変わりないと東にからかわれたこともある。
女性社員達からよくおもちゃ扱いされ、仮眠中に化粧されることもたびたびあった。他社の女性社員にはファンもいるようだが、朝倉の方が人気があるため本人はあまり気付いていない。
東の暴走を確実に止められるのは西薙と朝倉だけである。
東匡和（あずま ただかず）
25歳。西薙の同級生。
猪突猛進タイプ。よく神田に書類のミスを見つけられてその都度食事をおごらされている。
神田とのどつき漫才はほぼ毎回ある。
甘い物が好き。駄菓子に月3万円以上を費やしている。
一見ガサツに見えて自分の性格は理解しているようで、それを巧みに利用した営業技術を持ち合わせている。そのためなのか、営業成績は良い。手先は本を見ただけで毛糸編みのコースターを作る事ができる位器用である。
西薙同様武道を習っており空手の有段者であるが、西薙と戦った場合「一発目を避けられたら負ける」と分析している。
増田部長（ますだ）
4X歳。既婚者で小学生の息子と娘がいる。
朝倉たちの上司。飄々としているが、朝倉たちの才能を見抜いている。また40代で部長職なので本人自身も仕事ができるものと思われる。
営業成績のグラフも作成しているが、毎回朝倉が圧倒的な成績を上げるため差を見せ付けない表現方法に知恵を絞っている。
牧田（まきた）
25歳。他の課から移ってきた新人。名字の下の名前は不明。
登場人物の中で最も普通な人。他社でも「あの会社で初めての普通の人」と評されている。但し混乱した際等に頭にウサ耳が生えたり魂が抜けかかる描写がある等「普通の人」でない素質ものぞかせている。東に対して淡い恋心の様な物も持つ。
作中のメインキャラの営業パートナーとなることで学ぶものも多く、東と組んだ時には金網の上を渡って近道をするスキルを習得し、栗原と組んだ時にも実践しようとした。西薙と組んだ時には東が牧田の名前を叫ぶことで他社の人に名前を覚えてもらえるきっかけになった。
実家は自営業で兄が跡を継いでいるが、何かと帰ってくるよう催促されている模様。経理ができる為、帰省すると税金の計算などで手伝わされる。『お願い朝倉さん』10巻の巻末にはまんがタイムラブリー2010年1,2,6月号初出の、牧田が営業へ異動した頃を描いた「お願い朝倉さん牧田ブログ」（初出時題名は「お願い朝倉さん〜牧田日記〜」）が収録されている。
中野
眼鏡をかけた女性社員。主に『社外秘！神田さん』に登場する。少女マンガ雑誌を全部本屋さんが届けてくれるなど、ご実家の両親はお金持ちの可能性がある。

## スピンオフ作品
よろしく神田さん / 社外秘!神田さん
神田さくらを主人公にした作品。舞台設定や登場人物は『おねがい朝倉さん』と同じだが、神田の視点で描かれているものが多い。
2002年に『よろしく神田さん』が『まんがタイムジャンボ』で読み切りで登場した後、『まんがタイムポップ』で連載開始。同誌休刊後は『まんがタイムラブリー』に移り2005年まで連載された。また、『まんがタイムファミリー』2011年4月号より2013年2月号まで目次ページに1本『よろしく神田ちゃん』が連載された。
『まんがタイムオリジナル』2012年1月号から2019年2月号まで『社外秘!神田さん』が連載された。
May be パートナー
『まんがタイムきらら』創刊号に掲載された読み切り。朝倉と神田の高校生時代の話である、単行本6巻に収録。

## 単行本
芳文社から『まんがタイムコミックス』として刊行されている。同レーベルで巻数が2桁になったのは、『ナオミだもん』（絶版）、『ラディカル・ホスピタル』、『ごめんあそばせ』（絶版）、『エン女医あきら先生』（絶版）、『新コボちゃん』、『夫婦な生活』、『らいか・デイズ』に続く8作品目。
- おねがい朝倉さん
  1. 2002年1月23日発行 ISBN 4-8322-6235-1
    - 作者の初単行本である。

  2. 2002年11月16日発行 ISBN 4-8322-6270-X
    - 巻末に作者の別作品「+1サプライズ」「けっこうなお手前で」の紹介漫画が載る。

  3. 2003年8月19日発行 ISBN 4-8322-6297-1
    - 巻末におまけまんが「おねがい西薙くん」描き下ろし。

  4. 2004年8月18日発行 ISBN 4-8322-6350-1
    - 巻末におまけまんが「たのむぜ東くん」描き下ろし。

  5. 2005年9月17日発行 ISBN 4-8322-6414-1
    - 巻末におまけまんが「あわれな栗原くん」描き下ろし。

  6. 2006年7月22日発行 ISBN 4-8322-6473-7
    - 巻末に「May be パートナー」収録。

  7. 2007年9月22日発行 ISBN 978-4-8322-6568-4
    - 巻末におまけまんが「そまるな牧田さん」描き下ろし。

  8. 2008年12月21日発行 ISBN 978-4-8322-6695-7
    - 巻末に「OMAKE NO ASAKURA SAN（おまけの朝倉さん）」描き下ろし。

  9. 2010年4月22日発行 ISBN 978-4-8322-6837-1
  10. 2011年9月22日発行 ISBN 978-4-8322-6999-6
    - 巻末にまんがタイムラブリーにて2010年に掲載していた「お願い朝倉さん牧田ブログ」を収録。

  11. 2013年1月22日発行 ISBN 978-4-8322-5147-2
  12. 2014年4月22日発行 ISBN 978-4-8322-5279-0
  13. 2015年11月22日発行 ISBN 978-4-8322-5431-2
  14. 2017年6月22日発行 ISBN 978-4-8322-5597-5
  15. ISBN 978-4-8322-5713-9
  16. 2019年12月xx日発行 ISBN 978-4-8322-5770-2

- オールカラー版 おねがい朝倉さん
  1. 2007年12月22日発行 ISBN 978-4-8322-6592-9
    - 描き下ろし（朝倉と神田の幼稚園時代の話）を収録した小冊子つき。

  2. 2008年9月21日発行 ISBN 978-4-8322-6668-1
    - 描き下ろし（朝倉と神田の高校生時代の話）を収録した小冊子つき。
- ナイショの朝倉さん〜大乃元初奈キャラクターズブック〜
  1. 2009年12月22日発行 ISBN 978-4-8322-6803-6
    - 作者が芳文社で連載した他作品「夏生 ナウ プリンティング!」「+1サプライズ」「聖葵学園日誌 まなびや」「けっこうなお点前で」からも選り抜かれている。

- 神田さんシリーズ（スピンオフ作品）
よろしく神田さん（全1巻）
2005年11月17日発行 ISBN 4-8322-6426-5
社外秘!神田さん
  1. 2013年5月22日発行 ISBN 978-4-8322-5186-1
    - 「よろしく神田ちゃん」を併録。

  2. 2014年10月22日発行 ISBN 978-4-8322-5327-8
  3. 2016年6月22日発行 ISBN 978-4-8322-5490-9
  4. 2017年9月22日発行 ISBN 978-4-8322-5622-4